# Lineartechnik

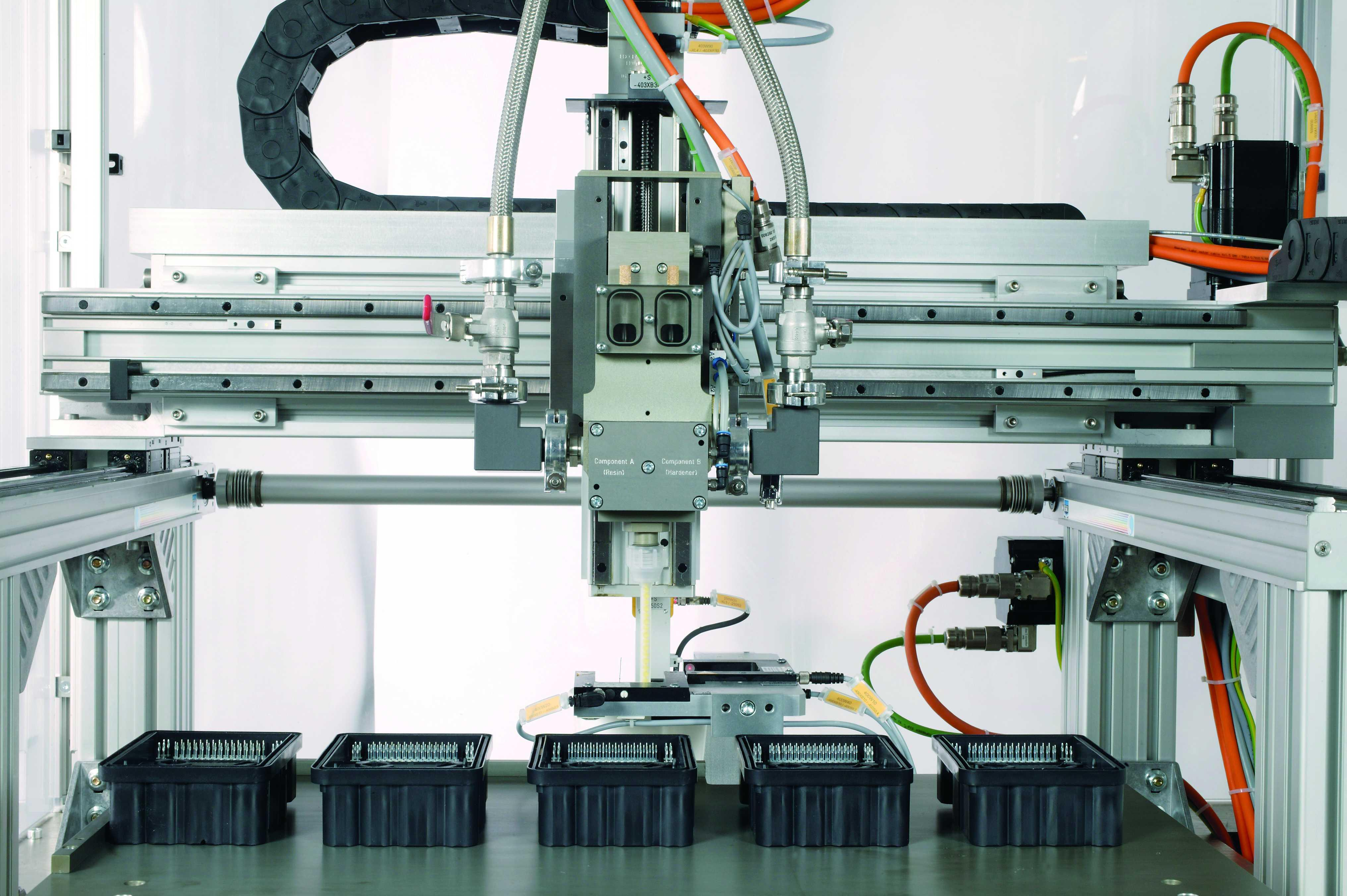
Portalroboter mit Linearführungen

Lineartechnik ist eine technische Teildisziplin der Antriebstechnik, sie befasst sich mit mechanischen Komponenten oder mechatronischen Systemen zur Ausführung translativer Bewegungen.
Merkmal von Linearführungen und -antrieben ist ein Lauf mit geringer Reibung und das Vermögen, Querkräfte aufzunehmen, ohne dadurch wesentlich verformt zu werden.
Linearführungen finden ihren Einsatz unter anderem in der Gebäudetechnik (Schiebetür, Schiebefenster, Lüftungsklappen, Oberlichter etc.), im Maschinenbau (Zustell- und Vorschubbewegungen), in Handlingsystemen (Lagersysteme, Bestückung) und bei Schienenfahrzeugen mit Linearmotor (Transrapid, bestimmte U-Bahnen, Achterbahnen).

## Linearführung

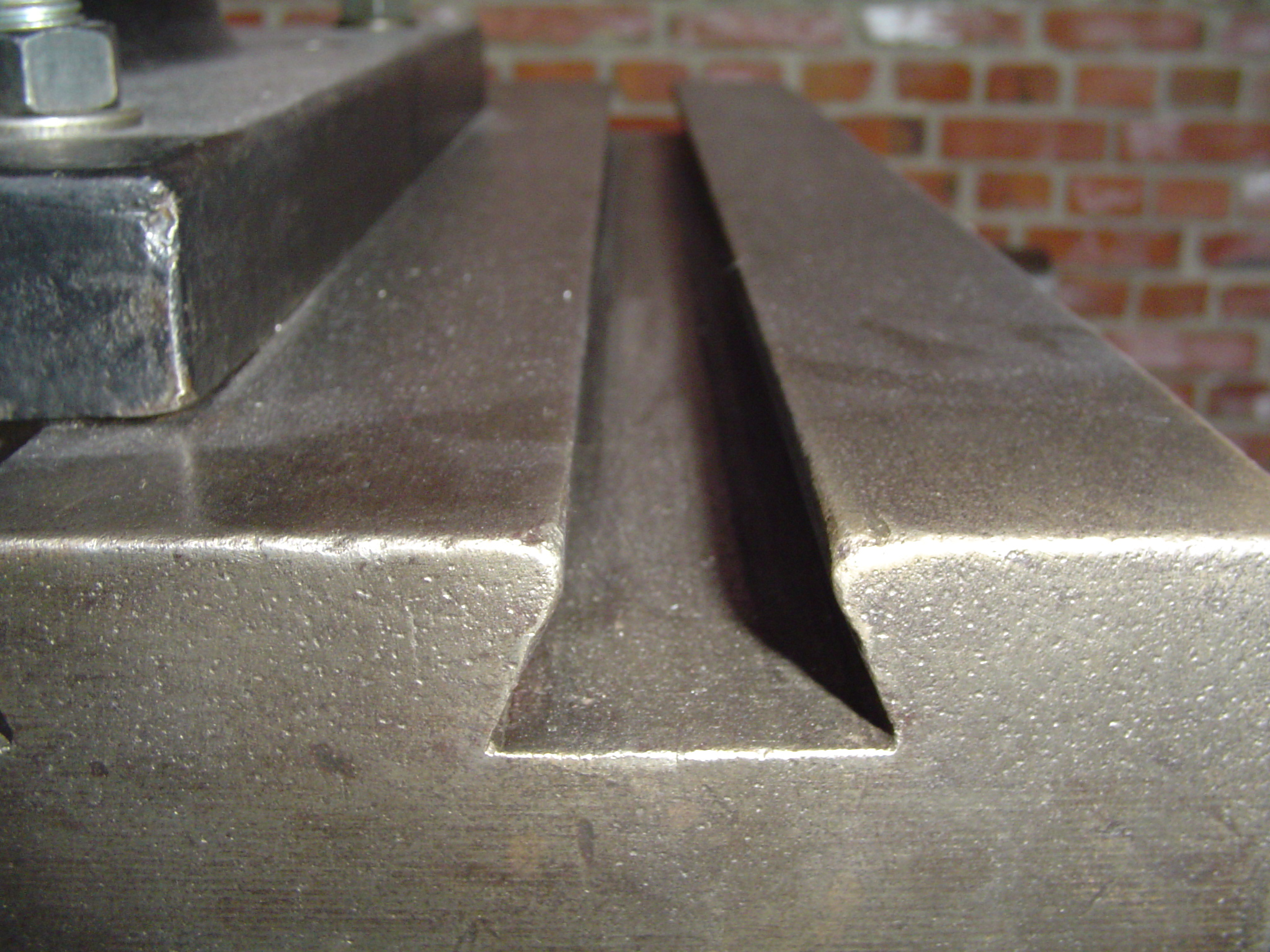
Schwalbenschwanznut als Bauteil einer Lineargleitführung an einer Werkzeugmaschine

Profilschienenführung

Die Käfigschienenführung ist eine Wälzführung

Linearführungen lassen sich in Gleitführungen und Wälzführungen unterteilen.
- Lineargleitführungen basieren auf normalerweise mehreren Führungselementen (z. B. Führungsschienen) oder im einfachsten Fall – beispielsweise bei einer Schublade aus Holz – aus einem Nut-und-Feder-System, bei dem die Nut und Feder in den Werkstoff gefräst wurden.
- Wälzführungen beruhen auf dem Prinzip der Umwälzung von Wälzkörpern zwischen zwei bewegten Führungselementen. Als Wälzkörper dienen wie beim Wälzlager Kugeln, Rollen, Nadeln oder andere Wälzkörper, die meist durch einen Wälzkörperkäfig voneinander getrennt gehalten werden. Führungen mit kugelgelagerten Laufrollen sind ebenfalls wälzlagergeführt.

## Linearantriebe

Doppeltwirkender Antriebszylinder

Zahnstangenantrieb

Linearantriebe sind Antriebssysteme, die eine lineare Bewegung erzeugen. Zu den Linearantrieben zählen
- Spindeltriebe, Schraubgetriebe
  - Kugelgewindetriebe (Kugelumlaufspindel)
  - Rollengewindetrieb mit Rollenrückführung
  - Planetenrollengewindetriebe
  - Trapezgewindetriebe
  - Steilgewindetriebe
  - Hydrostatische Gewindetriebe
  - Wälzmutter[1]
- Linearmotoren
- Pneumatikzylinder
- Hydraulikzylinder
- Elektromechanische Zylinder beinhalten oft einen Elektromotor mit Spindeltrieb und werden etwa zum ferngesteuerten Öffnen von Fenstern und Oberlichtern eingesetzt
- Gasdruckfedern
- Zahnstangenantriebe
- Scotch-Yoke-Kurbeltriebe (Kurbelschlaufen)
- Kurvenscheiben
- Zahnriemenantriebe mit Linearführung
- Rollringgetriebe[2]

Scotch-Yoke Kurbeltrieb
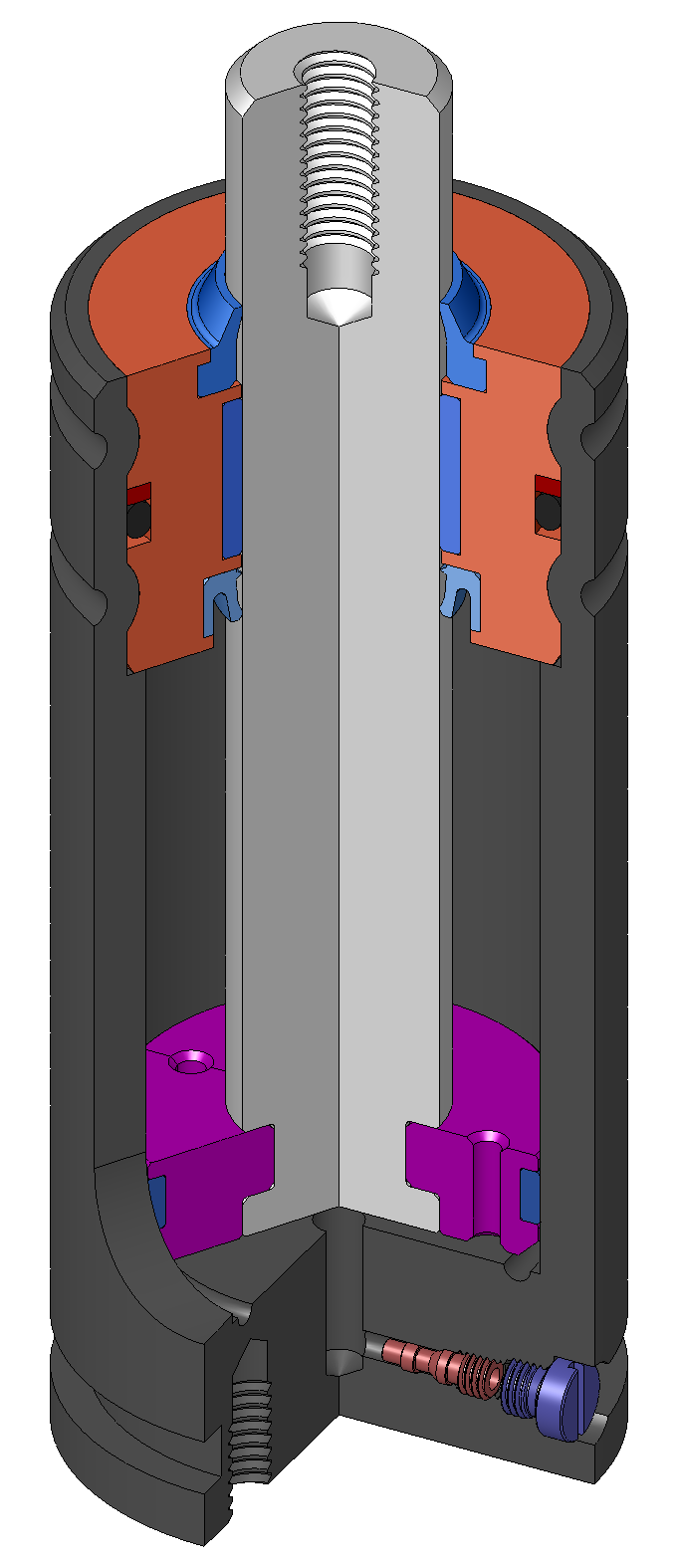
Gasdruckfeder

## Lineare Positionier- und Handhabungssysteme

Einachsiger Lineartisch

- Einachssysteme, zum Beispiel Profilschienenschlitten und andere Lineartische, auch Linearschlitten genannt
- Zweiachssysteme, zum Beispiel Kreuztische
- Mehrachssysteme wie zum Beispiel
  - Portalsysteme
    - Portalanlagen
      - Vergussanlagen

    - Koordinatenmessgeräte
    - Portalroboter

  - Gantry-Systeme 
    - Kartesische 3-Achs Ausleger

  - Handhabungseinrichtungen u. a. zur Bestückung

## Hub- und Verstellsysteme (Linearaktoren)
- Elektromechanische Hubzylinder
- Elektromechanische Hubsäulen (auch: Teleskopsäulen bzw. Teleskopantrieb genannt)
- Elektromechanische Kettenantriebe
- Aktoren für Steuerventile